# Молчанова, Галина Петровна
Гали́на Петро́вна Молча́нова (16 (17) июля 1929, Ленинград (по другим сведениям родилась в Псковской области) — 1997 (1998)) — русский советский художник-график. Член Союза художников СССР.

## Биография
Галина Петровна Молчанова родилась 16 июля 1929 году в Ленинграде.
В 1947—1952 училась и закончила Художественное училище им. В. Серова.
В 1958 г. окончила Институт имени Репина (1952—1958), училась у А. Пахомова и Л. Овсянникова. Дипломная работа в ВАХ — серия станковых иллюстраций «В деревне».
Член Союза художников с 1958 года.
В 1963 году вышла замуж за художника Владимира Волкова.
В 1963-66 гг. Г. П. Молчанова и В. П. Волков сближаются с художником В. В. Стерлиговым, учеником Казимира Малевича, через которого художница входит в живописно-пластическую традицию русского авангардного искусства. Это было связано с тем, что с начала 1962 г. В. В. Стерлигов начал развивать теорию К. С. Малевича о новых прибавочных элементах в изобразительном искусстве. К. С. Малевич изучал течения новейшего искусства (импрессионизм, пост-импрессионизм, сезаннизм, кубизм) и определил, что каждое из них имеет свой «новый прибавочный элемент»; сделав этот вывод, он открыл общий прибавочный элемент своего времени — «прямую». Его последователь, В. В. Стерлигов развивал теорию К. С. Малевича, и в 1962 г. открыл прибавочный элемент искусства своего времени: «прямо-кривую». В это открытие в начале 1960-х гг. он посвящает нескольких художников, в том числе Г. П. Молчанову, В. П. Волкова, С. Н. Спицына. Художники начинают работать в новой пластической форме.
Этот узкий художественный круг соратников по искусству получил название «Старопетергофской школы», так как встречи художников, совместная работа и выставки проходили у С. Н. Спицына в Старом Петергофе (пригород Петербурга). «Старопетергофская школа» была создана В. В. Стерлиговым и С. Н. Спицыным в 1963-65 годах; в круг этой «школы» кроме них, входили художники Т. Н. Глебова, В. П. Волков, Г. П. Молчанова, Е. Н. Александрова, П.М Кондратьев). и искусствоведы А. В. Повелихина, Е. Ф. Ковтун.
В 1964—1965 гг. встречи художников проходили также в мастерской В. П. Волкова на Лесном проспекте, 22.

### Семья
Муж — Владимир Петрович Волков (1923—1987) — художник-живописец.
Сын — Григорий Владимирович Молчанов — художник.

## Творчество
Окончив Институт им. И. Е. Репина (Академия Художеств) в Ленинграде, Галина Молчанова обратилась к цветной линогравюре. Молчанова первая стала использовать коллаж в акварелях и в цветных линогравюрах. По сюжету акварели могли перекликаться с линогравюрами. Темы работ Галины Молчановой большей частью связаны с сельской природой и сельской местностью. Художница много лет жила в Любытинском районе, на берегу Мсты. Холмистая местность, курганы, реки, деревни, люди в пейзаже — таковы сюжеты её работ.

### Участие в выставках
Участница выставки «Павел Кондратьев и художники его круга» (1995) в Санкт-Петербурге. С 1958 года участница городских, всесоюзных и международных выставок. В 2003 г. в Ярославском Художественном музее прошла выставка «Традиции русского авангарда: Павел Кондратьев и его ученики». В 2009 г. в Ярославском Художественном музее прошла выставка «Петербургский авангард. XX век». На выставке были представлены работы П. Кондратьева, В. Стерлигова, Т. Глебовой, П. Басманова, Г. Молчановой, В. Волкова, С. Спицына, Е. Алексанровой, Гр. Молчанова и других художников школы Стерлигова и круга Кондратьева. Из собрания музея и от авторов.

### Персональные выставки
1. 1978 — ЦДХ на Крымском валу (Москва). Выступали Владимир Волков, Илларион Голицын и др.
2. 2002 — ГМИИ им. А. С. Пушкина (Москва). Каталог со статьей К. В. Безменовой.
3. 2007 — Музей Петербургского Авангарда (Дом Матюшина). Государственный Музей Истории Санкт Петербурга.

Работы Галины Молчановой находятся в музеях России и за рубежом, включая:
- Государственный Русский музей, Санкт-Петербург;
- Государственный музей изобразительных искусств имени А. С. Пушкина, Москва;
- Отдел эстампов и фотографий РНБ, Санкт-Петербург;
- Музей изобразительных искусств Республики Карелия, Петрозаводск;
- Царскосельская коллекция, Пушкин;

в картинных галереях и художественных музеях Вологды, Пскова, Ярославля, а также в частных коллекциях в России и за рубежом.